# Бучумень (Вилча)
Бучумень, Бучумені (рум. Buciumeni) — село у повіті Вилча в Румунії. Входить до складу комуни Дрегоєшть.
Село розташоване на відстані 148 км на захід від Бухареста, 36 км на південь від Римніку-Вилчі, 63 км на північний схід від Крайови, 141 км на південний захід від Брашова.

## Населення
За даними перепису населення 2002 року у селі проживали 362 особи, усі — румуни. Усі жителі села рідною мовою назвали румунську.